# Principessa Mafalda
Die Principessa Mafalda war ein 1909 in Dienst gestelltes Passagierschiff der italienischen Reederei Navigazione Generale Italiana, das für den Passagier- und Postverkehr zwischen Italien und Südamerika eingesetzt wurde. Sie war das bis dahin größte zivile Schiff Italiens und blieb das Flaggschiff ihrer Reederei, bis 1923 die noch größere und modernere Giulio Cesare in Dienst gestellt wurde.
Am 25. Oktober 1927 ging der Ozeandampfer vor der brasilianischen Küste unter, nachdem die Steuerbordwelle gebrochen war und den Rumpf beschädigt hatte. Obwohl fast augenblicklich Rettungsschiffe vor Ort waren, kamen wegen großer Panik an Bord 314 der 1.252 Passagiere und Besatzungsmitglieder ums Leben. Es handelt sich dabei um die größte zivile Tragödie in der Geschichte der italienischen Schifffahrt. Gemessen an der Zahl der Todesopfer ist der Untergang der Principessa Mafalda außerdem eine der größten maritimen Katastrophen zwischen den beiden Weltkriegen. Sie wird daher auch die „italienische Titanic“ genannt.

## Das Schiff
Die Principessa Mafalda wurde 1907 für die in Genua ansässige Dampfschifffahrtsgesellschaft Lloyd Italiano auf Kiel gelegt. Der leitende Geschäftsführer und Vorsitzende der Lloyd Italiano, der einflussreiche Bankier und Unternehmer Erasmo Piaggio (1845–1932), gab den Bau in Auftrag. Piaggio war zudem Geschäftsführer und Eigentümer einer Schiffswerft in Riva Trigoso an der Küste Liguriens. Dort wurde die Principessa Mafalda gebaut.
Sie war das Schwesterschiff der Principessa Jolanda. Die Schiffe waren nach Mafalda und Jolanda von Savoyen benannt, den älteren Töchtern von Viktor Emanuel III., dem damaligen König von Italien. Die Principessa Jolanda war, mit bunten Wimpeln geschmückt, gleich beim Stapellauf am 22. September 1907 im Golf von Genua in Anwesenheit von Vertretern des italienischen Senats und der Königsfamilie untergegangen. Das Schiff war bereits vollständig ausgerüstet und deshalb wegen leerer Laderäume und Kohlenbunker beim Stapellauf topplastig. Es bekam Schlagseite nach Backbord, kenterte und sank. Viele ihrer Bestandteile, u. a. die Maschinen, wurden wiederverwendet, zum Teil in der Principessa Mafalda. Diese lief am 22. Oktober 1908 vom Stapel. Als Lehre aus der Katastrophe wurden bei der Principessa Mafalda die Ausstattung sowie die Aufbauten erst nach dem Stapellauf eingebaut. Das 9.210 BRT große Dampfschiff wurde im März 1909 fertiggestellt.
Die Dampfmaschinen der Principessa Mafalda leisteten 10.000 PS und ermöglichten eine Reisegeschwindigkeit von 18 Knoten. Das Schiff verfügte über Doppelschrauben, zwei Schornsteine und zwei Masten. Zur Ausstattung der Ersten Klasse gehörten neben dem Standard wie Speisesaal und Rauchsalon eine große Lounge („Grand Hall“), ein Ballsaal, ein Musikzimmer, ein Wintergarten, ein Kindergarten und ein Verandacafé. Den Passagieren standen zudem zwei große Promenadendecks zur Verfügung.
Die Jungfernfahrt der Principessa Mafalda begann am 30. März 1909 auf der Route (Genua–Barcelona–Rio de Janeiro–Santos–Montevideo–Buenos Aires). Der moderne und luxuriöse Ozeandampfer wurde für den transatlantischen Liniendienst von Italien nach Lateinamerika eingesetzt und bediente die Route Genua–Buenos Aires.

## Untergang

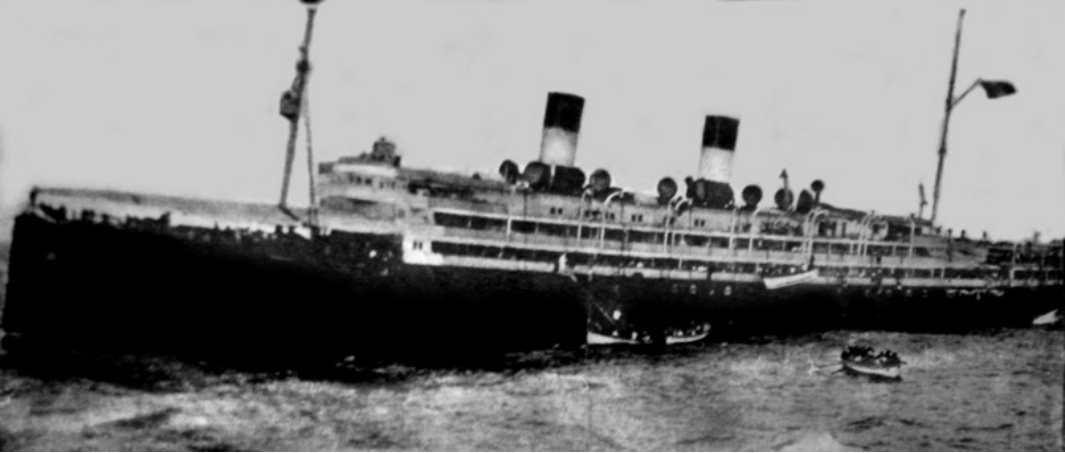
Das Schiff sinkt, 25. Oktober 1927

Am Dienstag, den 11. Oktober 1927, lief die Principessa Mafalda mit 971 Passagieren und 281 Besatzungsmitgliedern unter dem Kommando von Kapitän Simone Guli von Genua nach Buenos Aires mit den üblichen Zwischenstopps aus. Insgesamt befanden sich 1252 Personen sowie 3.000 Tonnen Fracht und 600 bis 700 Postsäcke an Bord. Neben überwiegend Italienern und Südamerikanern waren auch zahlreiche Syrer, Jugoslawen und Spanier sowie einzelne Deutsche, Schweizer und Österreicher unter den Reisenden. Zur Ladung gehörten unter anderem 250.000 italienische Pfund in Gold, die die italienische Regierung an die Zentralbank von Argentinien (Banco Central de la República Argentina) schickte. Die Überfahrt sollte 14 Tage dauern.
Fast von Anbeginn der Reise wurde klar, dass sich das Schiff in einem schlechten Zustand befand. Der Zwischenhalt Barcelona dauerte wegen technischer Probleme fast 24 Stunden länger und im weiteren Verlauf der Reise musste das Schiff mehrmals gestoppt werden, manchmal für mehrere Stunden. Der Ausfall der Kühlsysteme ließ große Mengen Lebensmittel verderben, was zu mehreren Fällen von Lebensmittelvergiftung unter den Reisenden führte. Beim Zwischenstopp an den Kapverdischen Inseln telegrafierte Kapitän Guli seiner Reederei und bat um ein Ersatzschiff. Er wurde jedoch angewiesen, die Reise nach Rio fortzusetzen und weitere Instruktionen abzuwarten. Mit frischen Vorräten versehen, aber nur notdürftig repariert, lief die Principessa Mafalda am 18. Oktober von den Kapverdischen Inseln in den offenen Atlantik aus.
Am 23. Oktober wurde erstmals eine leichte, aber spürbare Schlagseite nach Backbord registriert. Die Passagiere, die bisher kaum Erklärungen für die Pannen bekommen hatten, fürchteten nun, dass das Schiff Wasser aufnahm. Da zu diesem Zeitpunkt aber der größte Teil der Reise bereits geschafft war, ging das Bordleben in relativ geordneten Bahnen weiter: Als das Schiff den Äquator kreuzte, fand an Deck eine Äquatortaufe mit Orchestermusik und einem großen Kuchen statt. Am 24. Oktober lief die hinter dem Zeitplan liegende Principessa Mafalda mit Volldampf die nordbrasilianische Küste hinunter.
Gegen 17:15 Uhr am Dienstag, den 25. Oktober, befand sich der Dampfer ca. 80 Seemeilen vor Porto Seguro in der Nähe der Inselgruppe Abrolhos und hatte die Atlantiküberquerung fast abgeschlossen, als plötzlich mehrere starke Erschütterungen durch das Schiff gingen. Den Passagieren wurde mitgeteilt, dass sich ein Propeller gelöst habe und keine Gefahr bestünde. Der Brücke war jedoch schnell bewusst, dass die Steuerbordwelle gebrochen und mehrere Scharten in den Rumpf geschlagen hatte. Das Schiff begann Wasser zu nehmen; die Schotts ließen sich nicht vollständig schließen.
Kapitän Guli ließ um 17:35 Uhr Alarm geben und SOS funken. Er gab den Befehl zum Verlassen des Schiffs, ging aber davon aus, dass das Schiff nicht vor dem nächsten Tag sinken würde. Das Schiff fing an, langsam mit dem Heck abzusacken. Das Bordorchester spielte weiter, um eine Panik unter den Passagieren zu verhindern. Zwei Schiffe kamen rasch zur Rettung, die britische Empire Star und die niederländische Alhena. Das Wetter war gut, so dass die Situation unter Kontrolle schien. Es machte sich jedoch Panik unter Besatzung und Passagieren breit.
Über die weitere Entwicklung gibt es einander widersprechende Darstellungen. Klar ist es jedoch, dass es den Offizieren kaum möglich war, die Ordnung an Bord aufrechtzuerhalten. Einige Passagiere waren bewaffnet, und das Schiff fuhr eine Stunde in einem weiten Kreis dahin. Die zur Rettung bereitstehenden Schiffe erhielten verwirrende Signale, wie sie helfen sollten. Die Principessa Mafalda hatte trotz der nach dem Untergang der Titanic 1912 eingeführten Regelungen nicht für alle Personen Platz in den Rettungsbooten. Zudem waren auf Grund der Schräglage des Schiffes nicht alle Rettungsboote einsetzbar und einige auch nicht seetüchtig. Als die Schräglage zunahm, machte unter den Passagieren das Gerücht die Runde, die Kessel stünden kurz vor der Explosion. Die zur Rettung gekommenen Schiffe hielten wegen dieser Gefahr Abstand vom sinkenden Schiff. All dies führte zu großer Panik und einem Ansturm auf die Rettungsboote, von denen mehrere überfüllt wurden und umschlugen. Eine argentinische Zeitung berichtete, dass das erste Rettungsboot ausschließlich mit Besatzungsmitgliedern besetzt war, darunter der Zahlmeister. Nur wenige Rettungsboote pendelten zwischen der Principessa Mafalda und der Alhena.
Etwa fünf Stunden nach dem Schadensereignis, um 22:10 Uhr, ging die Principessa Mafalda schließlich über Heck unter. 314 Menschen kamen ums Leben, darunter 274 Passagiere (32 Erste Klasse, 36 Zweite Klasse, 206 Dritte Klasse). Unter den Todesopfern befanden sich der argentinische Geschäftsmann und Mitbegründer von Garovaglio y Zorraquin, Francisco Garovaglio, der Deutsche Fritz-Henning von Lücken (29), der seinen Rettungsring einem jungen Mädchen überließ, sowie die 28-jährige Wilhelmina „Mimi“ Bucherer-Heeb, Schwiegertochter des Schweizer Uhrenherstellers Carl F. Bucherer, die viele wertvolle Uhren und Schmuck mit sich führte. Unter den Mannschaftsmitgliedern, die den Untergang nicht überlebten, waren der Kapitän, Simone Guli, der Schiffsarzt, Camilo Figarelli, und der Erste Ingenieur, Silvio Scarabichi, der sich nach Berichten erschoss. Guli und die beiden Funker, Luigi Reschia and Francesco Boldracchi, welche bis zum Schluss auf ihren Posten blieben und ebenfalls starben, wurden posthum für ihre Tapferkeit ausgezeichnet.
Da das Schiff auf einer sehr stark frequentierten Schifffahrtsroute unterging, waren innerhalb kurzer Zeit viele Schiffe am Unglücksort, um die Überlebenden zu retten. Die Alhena hatte schließlich 450 Überlebende aufgenommen, die Avelona 300, die Empire Star 202, die Formosa 151, die Rosetti 122 und die Moselle 49. Die Geretteten wurden teils nach Bahia, teils nach Formosa und Rio de Janeiro gebracht.
Es bleibt ungeklärt, wie sich die Ereignisse genau zugetragen haben und weshalb es so viele Opfer gab. Berichte über Schießereien, Haie, explodierende Kessel und Schiffe in der Nähe, die Unterstützung verweigerten, wurden vielfach publiziert, jedoch nie bestätigt. Der Untergang der Principessa Mafalda ist mit fast sieben Mal so vielen Toten wie beim Untergang der Andrea Doria die größte Tragödie der zivilen italienischen Seefahrt. Das Wrack des Luxusdampfers liegt in etwa 1.400 Metern Tiefe und wurde bis heute nicht gefunden.

## Literarische Rezeption
Der Schweizer Autor Stefan Ineichen veröffentlichte 2022 das literarisch anspruchsvolle Sachbuch „Principessa Mafalda. Biografie eines Transatlantikdampfers“, in dem er das Schicksal des Schiffes mit dem seiner Namensgeberin Mafalda von Savoyen kunstvoll verknüpft.
Papst Franziskus (1936–2025) beschreibt im Vorwort seiner Autobiografie Hoffe: Die Autobiografie die Katastrophe. Er schließt das Vorwort damit, dass seine Großeltern mit seinem Vater das Schiff verpassten, weil sie die geplante Auswanderung nach Brasilien in Ermangelung der Mittel, sie zu bezahlen, aufschieben mussten.